# António Bento Martins Júnior
António Bento Martins Júnior GCC • GCB (Arcos, Vila do Conde, 5 de Maio de 1881—Braga, 19 de Agosto de 1963), foi arcebispo de Braga de 28 de Setembro 1932 a 19 de Agosto de 1963.

## Biografia
Foi ordenado em 25 de Outubro de 1903.
Foi bispo de Bragança-Miranda de 15 de Agosto de 1928 a 14 de Julho de 1932, data em que foi nomeado bispo auxiliar de Braga com direito de sucessão, e com o título de arcebispo de Ossirinco.
Com o falecimento de D. Manuel Vieira de Matos em 28 de Setembro desse mesmo ano, toma posse imediata como Arcebispo Primaz.
A 29 de Março de 1947 foi agraciado com a Grã-Cruz da Ordem Militar de Cristo e a 11 de Julho de 1959 foi agraciado com a Grã-Cruz da Ordem de Benemerência.
Colaborou na revista Lusitânia  (1914).